# Ruske zračnodesantne snage
Zračnodesatna vojska (rus. Воздушно-десантные войска России, Vozdushno-desantnye voyska Rossii, VDV) je posebna komponenta Oružanih snaga Rusije namijenjena zračnodesantnom djelovanju. VDV je prvi puta su formiran u razdoblju između dva svjetska rata i sudjelovala je u mnogim značajnim zračnodesantnim operacijama i manjim skokovima tijekom rata. Nakon završetka rata VDV su ostale najbrojnije i najjače zračnodesantne snage na svijetu.
Zračno desantna vojska nosi svjetlo plave beretke, tradicionalnu mornarsku majicu telnjaška, a pripadnici se nazivaju desantniki. 
VDV se smatra elitnim postrojbama Ruske vojske.

## Ustroj
Zračno desantna vojska se sastoji od četiri zračno desantne divizije, četiri zračno napadnih brigada i jedne brigade specijalnih snaga.
Termin zračno desantna divizija označava zračni padobranski desant, dok zračno napadna divizija znači zračni helikopterski desant.
Divizije:
- 7. gardijska zračno napadna divizija, Novorosijsk
- 76. gardijska zračno napadna divizija, Pskov
- 98. gardijska zračno desantna divizija, Ivanovo
- 106. gardijska zračno desantna divizija, Tula

Brigade:
- 11. samostalna gardijska zračno napadna brigada, Ulan-Ude
- 36. samostalna gardijska zračno napadna brigada, Uljanovsk
- 56. samostalna gardijska zračno napadna brigada, Kamišin
- 83. samostalna gardijska zračno napadna brigada, Usurijsk

Spetsnaz:
- 45. samostalna gardijska brigada posebne namjene, Kubinka, Moskva

Postrojbe za potporu:
- 38. gardijska brigada logistike, Medvjedska jezera, Moskovska regija
- 150. samostalna bojna za remont i popravak, Moskovska regija
- 35. samostalni medicinski odred VDV-a, Pskov

Središta za obuku:
- Rjazanjsko gardijsko više zračno desantno zapovjedno učilište, Rjazanj
- Uljanovsko gardijsko suvorovsko vojno učilište Zračno desantne vojske, Uljanovsk
- Omski kadetski vojni zbor VDV, Omsk
- 242. nastavno središte, Omsk
- Mihajlovska vojno topnička akademija, Sankt-Peterburg

## Zanimljivosti
Pripadnici Zračno desantne vojske nose svjetlo plave beretke, tradicionalnu mornarsku majicu telnjaška, a pripadnici se nazivaju desantniki. 
VDV svoj dan obilježava 2. kolovoza kao Dan desantnika. Zaštitnik VDV-a je Sv. Ilija prorok. Pjesma VDV-a je Nužna nam je jedna pobjeda/Naša 10. desantna bojna (Nam nužna odna pobeda/10-j naš desantnyj batalʹon).
Nadimak Zračno desantne vojske je Krilata vojska ili Plave beretke. Geslo VDV-a je: "Nitko osim nas!" (Никто, кроме нас!)
U Rusiji postoji termin desantni šovinizam (Десантный шовинизм) koji označava oholost pripadnika VDV-a prema ostalim vojnicima i postrojbama Ruskih oružanih snaga. Zračno desantna vojska se smatra za elitne postrojbe Ruske vojske te pripadnici VDV-a "gledaju s visoka" na ostale postrojbe Ruske vojske. Termin se vezuje uz generala Vasilija Margelova koji je bio zapovjednik Zračno desantne vojske za vrijeme SSSR-a od 1954. do 1959. i od 1961. do 1979. godine, a razvoj VDV-a u poslijeratnom razdoblju povezano je s razdobljem njegova zapovijedanja. 
Zbog izravnog zalaganja Margelova, zračnodesantne snage SSSR-a počele su se smatrati elitnim vojnim postrojbama s visokim moralom i borbenom obukom. Margelov je proveo potpunu modernizaciju i poboljšanje strukture zračnih snaga. Na inicijativu Margelova započet je razvoj potpuno nove vrste vojne opreme - zrakoplovnih oklopnih vozila. Tijekom godina zapovijedanja Margelova, zračne snage su primile borbena vozila i samokretna topnička oružja, jačajući sposobnosti za obavljanje širokog spektra borbenih misija u neprijateljskoj pozadini. Godine 1968. pripadnici VDV-a su počeli nositi plave beretke koja ih je razlikovala od svih drugih vojnika.
Vjera u vlastitu nadmoć se počela pokazivati u pogrdnim imenima kojima su pripadnici VDV-a počeli nazivati druge vojnike Crvene armije. Tako su za vrijeme Sovjetsko-afganistanskog rata nazivali ostale sovjetske vojnike: solarij, vijci ili čuvari soba. Zbog oholosti padobranaca je dolazilo do fizičkih sukoba između pripadnika VDV-a i pripadnika drugih postrojbi. General Aleksandar Lebed u svojim memoarima navodi da je spriječio oružani sukob između pripadnika bojne za logističku potporu 108. motorizirane divizije i pripadnika vlastite 345. padobransko desantne pukovnije koji je bio izazvan bahatim ponašanjem padobranaca prema pripadnicima motoriziranih postrojbi.

## Vanjske poveznice
- Ministarstvo obrane Ruske Federacije - Službena stranica